# C. L. Moore
Catherine Lucille Moore (24 de janeiro de 1911 - 4 de abril de 1987) foi uma escritora norte-americana de ficção científica e fantasia, que se destacou nos anos 1930 escrevendo com o pseudônimo C. L. Moore. Ela foi uma das primeiras mulheres a escrever nos gêneros de ficção científica e fantasia, embora as escritoras anteriores desses gêneros incluam Clare Winger Harris, Greye La Spina e Francis Stevens, entre outros. No entanto, o trabalho de Moore abriu o caminho para muitas outras escritoras de ficção especulativa feminina.
Moore se casou com seu primeiro marido, Henry Kuttner, em 1940, e a maior parte de seu trabalho de 1940 a 1958 (a morte de Kuttner) foi escrita pelo casal de forma colaborativa. Eles foram co-autores prolíficos sob seus próprios nomes, embora mais frequentemente sob qualquer um dos vários pseudônimos.
Como "Catherine Kuttner", ela teve uma breve carreira como roteirista de televisão de 1958 a 1962. Ela se aposentou da escrita em 1963.

## Biografia

### Primeiros anos
Moore nasceu em 24 de janeiro de 1911 em Indianapolis, Indiana. Ela era cronicamente doente quando criança e passava a maior parte do tempo lendo literatura sobre o fantástico. Ela deixou a faculdade durante a Grande Depressão para trabalhar como secretária na Fletcher Trust Company, em Indianápolis.

### Carreira literária
The Vagabond, uma revista dirigida por estudantes na Universidade de Indiana, publicou três de suas histórias quando foi estudante de lá. Os três contos, todos com um tema de fantasia e todos creditadas a "Catherine Moore", apareceram entre 1930 e 31. Suas primeiras vendas profissionais apareceram em revistas pulp a partir de 1933. Sua decisão de publicar sob o nome "CL Moore" resultou não do desejo de esconder seu gênero, mas de manter seus empregadores na Fletcher Trust sabendo que ela estava trabalhando como escritora.
Seus primeiros trabalhos incluíram duas séries significativas na revista Weird Tales, editadas em seguida por Farnsworth Wright. Um deles apresenta o ladino e aventureiro Northwest Smith vagando pelo Sistema Solar; as outras traziam histórias da espadachim/guerreira Jirel de Joiry, uma das primeiras protagonistas femininas do subgênero espada e feitiçaria. Ambas as séries muitas vezes são referidas pelos nomes dos personagens principais. Uma das histórias de Northwest Smith, "Nymph of Darkness"  (Fantasy Magazine, abril de 1935, versão expurgada, Weird Tales (dezembro de 1939), foi escrita em colaboração com Forrest J Ackerman. Northwest Smith às vezes é comparado ao personagem de Han Solo de Star Wars, ambos são contrabandistas violentos, empunhando armas, com corações de ouro que viajam entre os planetas que são substitutos das culturas terrestres existentes.

A mais famosa história da Northwest Smith é "Shambleau", que também foi a primeira venda profissional de Moore. Ele apareceu na edição de novembro de 1933 de Weird Tales, ganhando seus US$100, e mais tarde se tornando uma antologia de reedição popular.

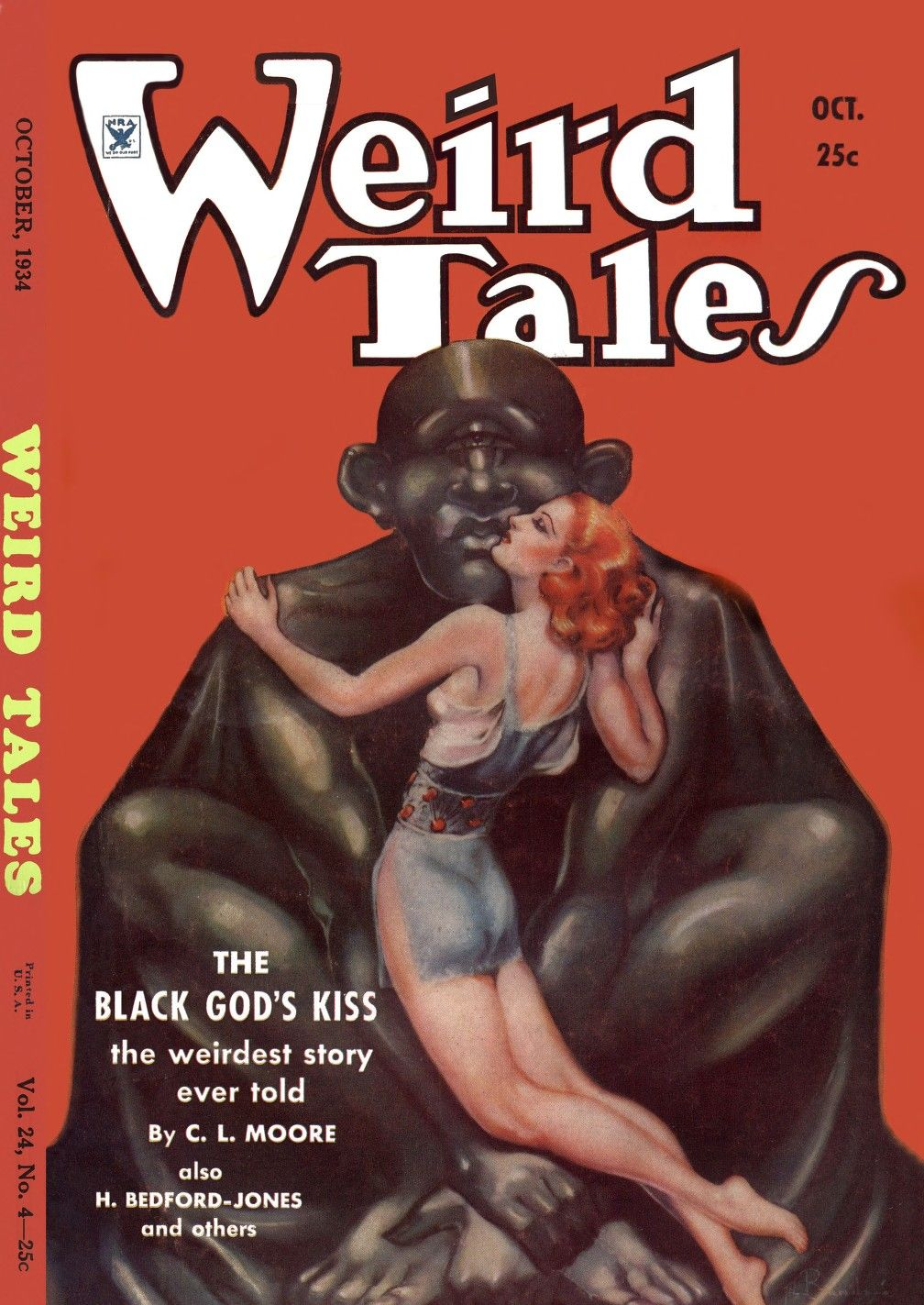
Capa da Weird Tales, outubro de 1934, trazendo "The Black God's Kiss" de Moore, arte de Margaret Brundage

Sua mais famosa história de Jirel é também a primeira, "Black God's Kiss", que foi a tema de capa na edição de outubro de 1934 da Weird Tales, com o subtítulo "a história mais estranha já contada" (ver figura). As primeiras histórias de Moore foram notáveis por sua ênfase nos sentidos e emoções, o que era incomum na ficção de gênero na época.
O trabalho de Moore também apareceu na revista Astounding Science Fiction ao longo dos anos 40. Várias histórias escritas para essa revista foram posteriormente publicadas em seu primeiro livro publicado, Judgment Night (1952) Uma delas, a novela "No Woman Born" (1944), foi incluída em mais de 10 diferentes antologias de ficção científica, incluindo The Best of CL Moore.
Incluídos nessa coleção estavam "Judgment Night" (publicado pela primeira vez em agosto e setembro de 1943), a exuberante interpretação de um futuro império galáctico com uma meditação sóbria sobre a natureza do poder e sua inevitável perda; "The Code" (julho de 1945), uma homenagem ao clássico Fausto com teorias modernas e temor Lovecraftiano; "Promised Land" (fevereiro de 1950) e "Heir Apparent" (julho de 1950), ambas documentando a torção sombria que a humanidade deve sofrer para se espalhar no Sistema Solar; e "Paradise Street" (setembro de 1950), uma visão futurista do conflito do Velho Oeste entre um caçador solitário e colonos que dominam a selva.

### Casamento com Henry Kuttner e colaborações literárias
Moore conheceu Henry Kuttner, também escritor de ficção científica, em 1936, quando este escreveu uma carta de fã achando que "C. L. Moore" era um homem. Eles logo colaboraram em uma história que combinou os personagens de Moore, Northwest Smith e Jirel de Joiry: "Quest of the Starstone" (1937).
Moore e Kuttner se casaram em 1940 e, posteriormente, escreveram muitas de suas histórias em colaboração, às vezes sob seus próprios nomes, mas mais frequentemente usando os pseudônimos CH Liddell, Lawrence O'Donnell ou Lewis Padgett - mais comumente estes últimos, uma combinação de suas histórias. nomes de solteira de suas mães. Moore ainda escreveu ocasionalmente trabalhos solo durante este período, incluindo o frequentemente antologizado "No Woman Born" (1944). Uma seleção do trabalho solo de ficção de Moore, de 1942 a 1950, foi coletada em "Judgment Night" (1952). O único romance solo de Moore, Doomsday Morning, apareceu em 1957.
A grande maioria do trabalho de Moore no período, porém, foi escrita como parte de uma parceria muito prolífica. Trabalhando juntos, o casal conseguiu combinar o estilo de Moore com a narrativa mais cerebral de Kuttner. Eles continuaram a trabalhar em ficção científica e fantasia, e seus trabalhos incluem dois clássicos frequentemente antologizados: "Mimsy Were the Borogoves" (fevereiro de 1943), que serviu de base para o filme The Last Mimzy (2007) e "Vintage Season" (setembro de 1946 ), que serviu de base para o filme Timescape (1992). Como "Lewis Padgett", eles também escreveram dois romances de mistério: The Brass Ring (1946) e The Day He Died (1947)

### Carreira após a morte de Kuttner
Após a morte de Kuttner em 1958, Moore continuou lecionando seu curso de escrita na Universidade do Sul da Califórnia, mas permanentemente se aposentou de escrever qualquer outra ficção literária. Em vez disso, trabalhando como "Catherine Kuttner", ela esculpiu uma carreira de curta duração como roteirista da Warner Brothers, escrevendo episódios dos westerns Sugarfoot, Maverick e The Alaskans, bem como da série de detetives 77 Sunset Strip, todos entre 1958 e 1962. No entanto, ao se casar com Thomas Reggie (que não era escritor) em 1963, ela parou de escrever inteiramente.
Moore foi o convidado de honra na convenção de fantasia e ficção científica BYOB-Con 6 Kansas City, Missouri, realizada no fim de semana do Memorial Day dos Estados Unidos em maio de 1976.
Em 1981, Moore recebeu dois prêmios anuais por sua carreira em literatura de fantasia: o World Fantasy Award por Life Achievement, escolhido por um painel de juízes na World Fantasy Convention, e o Gandalf Grand Master Award, escolhido pelo voto dos participantes na World Science Fiction Convention. (Assim, ela se tornou o oitavo e último Grão-Mestre da Fantasia, patrocinado pela Swordsmen and Sorcerers' Guild of America, em analogia parcial a Grand Master of Science Fiction patrocinada  pela Science Fiction Writers of America)
Moore era um membro ativo do salão literário de ficção científica de Tom e Terri Pinckard e colaborador frequente de discussões literárias com os membros regulares, incluindo Robert Bloch, George Clayton Johnson, Larry Niven, Jerry Pournelle, Norman Spinrad, A. E. van Vogt e outros, assim como muitos escritores e palestrantes visitantes.

### Últimos anos
Ela desenvolveu o mal de Alzheimer, mas isso não era óbvio por vários anos. Ela deixara de comparecer às reuniões quando foi indicada para ser a primeira mulher a ser Grand Master of Science Fiction patrocinada  pela Science Fiction Writers of America); a nomeação foi retirada a pedido de seu marido, Thomas Reggie, que disse que o prêmio e a cerimônia seriam, na melhor das hipóteses, confusos e provavelmente perturbadores para ela, dado o progresso de sua doença. Isso causou consternação entre os ex-presidentes da SFWA, pois ela era uma grande favorita para receber o prêmio. (Ex-presidentes e oficiais atuais selecionam um escritor vivo como Grand Master of Science Fiction, não mais do que um por ano).

### Morte
Moore morreu em 4 de abril de 1987 em sua casa em Hollywood, Califórnia, após uma longa batalha contra o Alzheimer.

## Prêmios
O  Science Fiction and Fantasy Hall of Fame introduziu Moore em 1998, sua terceira classe de dois falecidos e dois escritores vivos.

## Obras selecionadas

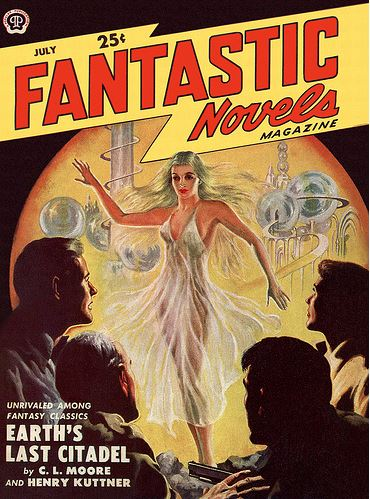
Earth's Last Citadel foi republicado em julho de 1950 na revista Fantastic Novels.

- Earth's Last Citadel (com Henry Kuttner, 1943)
- Vintage Season (com Henry Kuttner, como "Lawrence O'Donnell", 1946; filmado em 1992 como Timescape
- The Mask of Circe (com Henry Kuttner, 1948; ilustrado por Alicia Austin; 1971)
- Beyond Earth's Gates (1949)
- Judgment Night (1952)
- Northwest of Earth (contos, 1954)
- No Boundaries (com Henry Kuttner; contos, 1955)
- Doomsday Morning (1957)
- Jirel of Joiry (Paperback Library, 1969); Black God's Shadow (Donald M. Grant, 1977)—as cinco histórias Jirel coletadas; o último, uma edição limitada com placas coloridas, assinada, numerada e encaixotada
- The Best of C. L. Moore, editado por Lester Del Rey (Nelson Doubleday, 1975)—inclui uma introdução biográfica de Lester Del Rey, que é cuidadosamente evasivo sobre a influência da sua vida pessoal em sua escrita, e um posfácio autobiográfico por Moore
- Scarlet Dream, dez histórias de Northwest Smith reunidas num volume
- Black God's Kiss. Paizo Publishing, LLC. 2007. ISBN 978-1-60125-045-2. (Reúne as cinco histórias de Jirel de Joiry num único volume)
- Northwest of Earth: The Complete Northwest Smith. Paizo Publishing, LLC. 2008. ISBN 978-1-60125-081-0. (Treze histórias de Northwest Smith reunidas num volume).

## Leitura complementar
Bleiler, E.F. "Fantasy, Horror...and Sex: The Early Stories of C.L. Moore". Scream Factory (1988): 41-47